# スーパーフェザー級
スーパーフェザー級（スーパーフェザーきゅう、英: super feather weight）は、ボクシングで用いられる階級の一つ。フェザー級の“やや上”なので「スーパー」が付く。

## ボクシング
プロボクシングでの契約ウェートは、126 - 130ポンド (57.153 - 58.967kg) 。フェザー級とライト級の間の階級であり、全17階級中8番目に軽い階級。日本のプロボクシングでの旧名は「ジュニアライト級」（英：junior light weight）。
アマチュアではこの階級に相当する階級は存在せず、ライト級に属する。
初代世界王者はジョニー・ダンディー（アメリカ合衆国）
日本人として初めて同級世界王座を獲得したのは沼田義明（極東）。
女子では風神ライカ、水谷智佳、三好喜美佳がこの階級での世界王座に挑戦しているが、日本人女子世界王者は生まれていない。
この階級の世界王座最多防衛記録はブライアン・ミッチェル（南アフリカ共和国 / WBA）の12度。日本の選手の最多防衛記録は、トッド・モーガン（アメリカ合衆国）と並ぶ内山高志（ワタナベ / WBA）の11度。
当時は前人未到の6階級制覇を達成したオスカー・デ・ラ・ホーヤが最初に世界王座を獲得した階級だった。

## キックボクシング
- ISKAでは、59kg (129lbs)契約に規定されている。
- シュートボクシングでは、60.0kg契約に規定されている。

### K-1
M-1スポーツメディア体制のK-1（K-1 WORLD GP）での契約ウェートは60.0kgに規定されている。

## ムエタイ
ムエタイでの契約ウェートは、126 - 130ポンド (57.153 - 58.967kg) 。フェザー級とライト級の間の階級であり、全19階級中8番目に軽い階級。世界ムエタイ評議会により規定されている。